# Sarcophyton cherbonnieri
Sarcophyton cherbonnieri is een zachte koraalsoort uit de familie Alcyoniidae. De koraalsoort komt uit het geslacht Sarcophyton. Sarcophyton cherbonnieri werd in 1958 voor het eerst wetenschappelijk beschreven door Tixier-Durivault. 